# Alter Friedhof (Hassel (Weser))

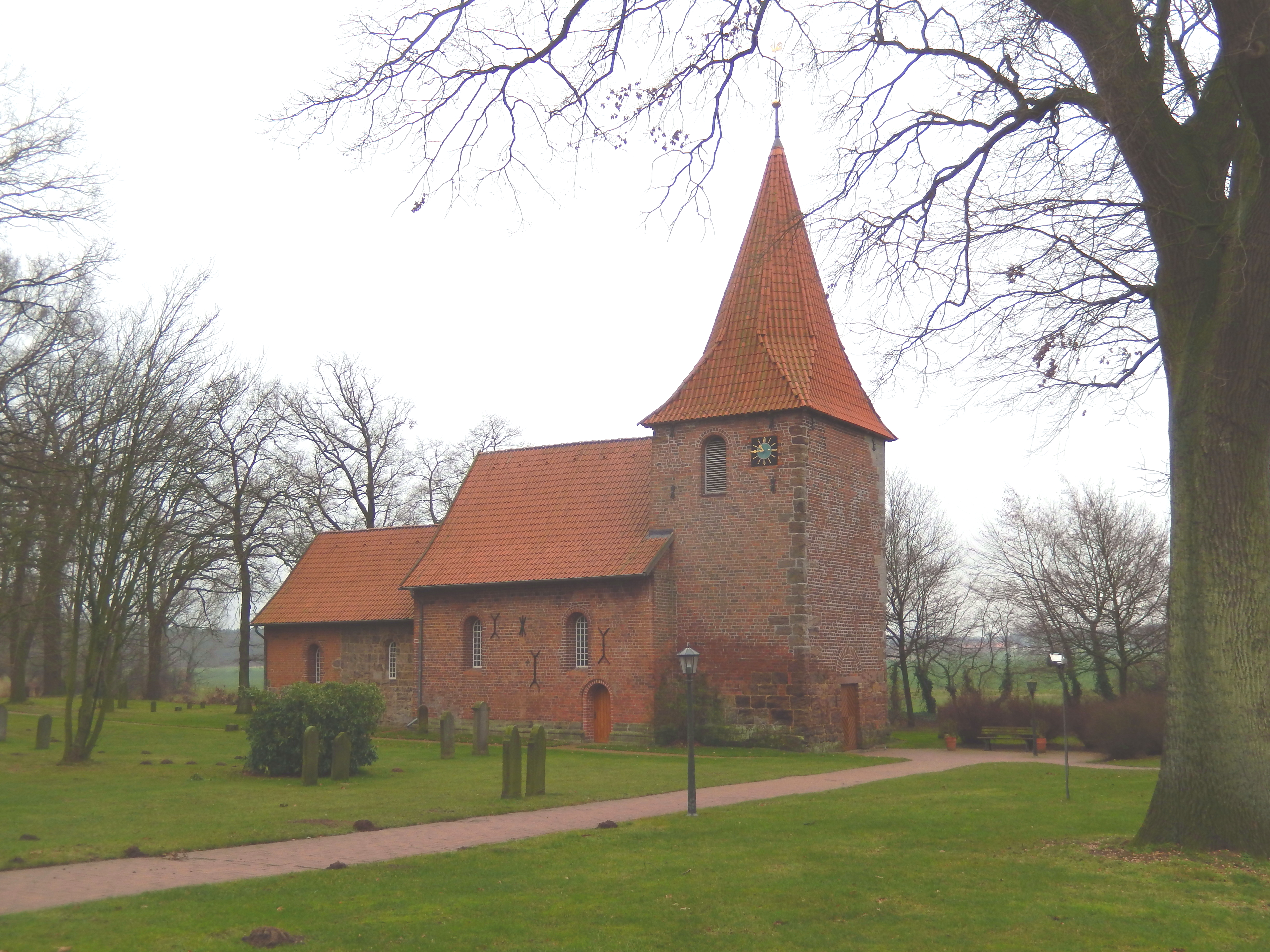
St. Cosmae et Damiani zu Hassel mit dem alten Friedhof (2015)

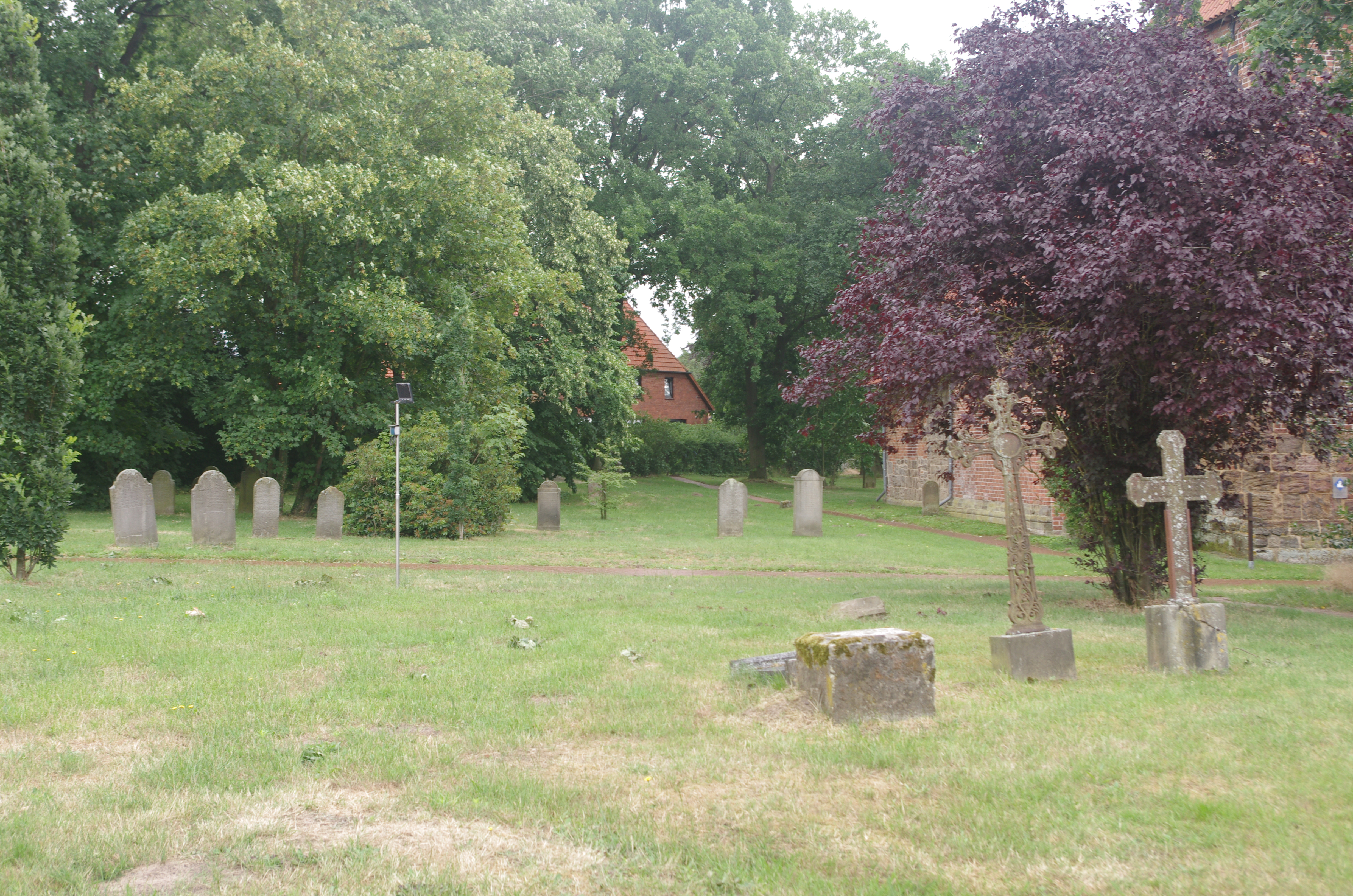
Der alte Friedhof in Hassel (2023)

Der Alte Friedhof Hassel (Weser) befindet sich in Hassel, einer Gemeinde in der Samtgemeinde Grafschaft Hoya im niedersächsischen Landkreis Nienburg/Weser.
Der durch eine Ziegelmauer straßenseitig eingefriedete Kirchhof umgibt die Kirche St. Cosmae et Damiani zu Hassel, die im 12./13. Jahrhundert erbaut wurde. Er ist ca. 95 m lang und maximal ca. 60 m breit.

## Geschichte
Auf dem Friedhof sind einige historische Grabsteine des 17.–19. Jahrhunderts und ein teils alter Baumbestand erhalten.  Der alte Friedhof wurde bis zur Eröffnung des neuen Friedhofs 1905 belegt.